# Teddy Sheringham
Edward Paul 'Teddy' Sheringham MBE (Highams Park, London, 1966. április 2. –) profi angol labdarúgó, a szintén focista Charlie Sheringham édesapja. Utolsó klubja a másodosztályú Colchester United volt. Sheringham csatárként játszott, sikeres pályafutása alatt szinte minden jelentősebb kupát megnyert. Ötvenegy mérkőzésen lépett pályára az angol válogatottban. Visszavonulását 2008. március 1-jén jelentette be. A 2007–08-as szezon végén, 42 évesen vonult vissza.
2007 júniusában megkapta a Brit Birodalmi Rend Tagja (MBE) érdemrendet.

## Millwall
Sheringham tizenhat évesen, 1982-ben kezdte el pályafutását a Millwall-nál, egy barátságos, ifjúsági  kupán a Leytonstone & Ilford ellen. Második ifimeccse után rögtön felvették a Bornemouth akadémiájára 1984 januárjában. 1985-ben kétszer is kölcsönadták, egyszer az alsóbb osztályú Aldershotnak, majd a svéd Djurgårdennek. Itt nagyon jól ment neki a játék, így visszahívta a Millwall, ahol remek csatárpárost alakított ki Tony Cascarinóval. Ő volt a klub legjobb gólvágója egymás után négy évben is (1986–87, 1987–88, 1988-89 és 1990-91). Ebben az időszakban szinte minden Milwall meccsen játszott.
Az 1987-88-as szezonban a Milwall feljutott az angol élvonalba története során először, és Sheringham szerezte a klub első gólját az élvonalban, hazai környezetben. A Millwall az 1988-as októberi kezdésnél jól kezdett, ám a tavaszi szezon kezdetekor mindössze a 10. helyen állt. Sheringham és Cascarino is 15-15 góllal állt a góllövőlistán. Sheringham az életrajzi könyvében azt nyilatkozta, hogy ez az időszak volt számára a legőrültebb és legboldogabb idő.
A Milwallt a következő évben visszasorolták a második osztályba. Sheringham a másodosztályban megint a legeredményesebb játékosa volt a csapatnak 12 góllal, de 10 meccsen keresztül sérüléssel bajlódott.
A klub az 1990-91-es szezonban megint közel állt az első osztályhoz, ám a Brighton & Hove Albion kiverte őket a play-off elődöntőjében, így a csapat megint maradt a második vonalban. Sheringham ebben az évben 37 góllal a liga legtöbb gólt lövő játékosa lett.

## Nottingham Forrest
A 25 éves Sheringhamet eladták Nottingham Forrestnek  2 millió fontért. A Notthinghamben folytatta remek formáját, és nagyban hozzájárult, hogy csapata a 8. helyen végzett az első osztályban. Az 1991-92-es szezonban Teddy a Ligakupa döntőjébe vezényelte a csapatot, ott azonban elvéreztek a Manchester Uniteddel szemben. Az 1992-93-as szezon kezdetekor Sheringham berúgta szezonbeli első gólját a Liverpool ellen, és rögtön felfigyelt rá egy nagyobb klub: a Tottenham Hotspur. A Sarkantyúsok 2.1 millió fontért vették meg a remek csatárt.

## Tottenham Hotspur
Sheringham tehát aláírt a Tottenhamhez, és az 1992-93-as szezonban rögtön gólkirály lett 22 találattak. A White Hart Lane-en olyan futballistákkal játszhatott együtt, mint Gordon Durie, Ronny Rosenthal, Jürgen Klinsmann és Chris Arsmstrong. Az 1993-94-es szezonban a Spurs házi gólkirálya lett 14 Premiership találattal, még úgy is, hogy 19 meccset sérülés miatt ki kellett hagynia.
A következő szezonban Sheringham a Spurssel elért egy 7. helyezést, és az FA-kupa döntőjébe is bejutottak, ahol azonban kikaptak, így a Spurs egy hajszállal lemaradt az európai porondról.
Később Klinsmann azt nyilatkozta Sheringhamről, hogy az angol csatár volt a valaha volt legjobb csatártársa. Sheringham egy csapásra a Tottenham szurkolók kedvence lett.

## Manchester United
1997 júniusában Sheringham beleegyezett, hogy csatlakozzon a Manchester Unitedhez 3.5 millió fontért.

## Válogatott

### Nemzetközi góljai
| #  | Dátum              | Stadion                            | Ellenfél      | Eredmény | Kiírás                        | Gól |
| -- | ------------------ | ---------------------------------- | ------------- | -------- | ----------------------------- | --- |
| 1  | 1995. június 8.    | Elland Road, Leeds                 | Svédország    | 3–3      | Barátságos mérk. (Umbro Kupa) | 1   |
| 2  | 1995. november 15. | Wembley Stadion, London            | Svájc         | 3–1      | Barátságos mérk.              | 1   |
| 3  | 1996. június 18.   | Wembley Stadion, London            | Hollandia     | 4–1      | 1996-os Eb                    | 2   |
| 5  | 1996. november 9.  | Boris Paichadze Stadium, Tbiliszi, | Grúzia        | 2–0      | 1998-as vb selejtező          | 1   |
| 6  | 1997. március 29.  | Wembley Stadion, London            | Mexikó        | 2–0      | Barátságos mérk.              | 1   |
| 7  | 1997. április 30.  | Wembley Stadion, London            | Grúzia        | 2–0      | 1998-as vb selejtező          | 1   |
| 8  | 1997. május 31.    | Silesian Stadium, Chorzów,         | Lengyelország | 2–0      | 1998-as vb selejtező          | 1   |
| 9  | 1998. április 22.  | Wembley Stadion, London            | Portugália    | 3–0      | Barátságos mérk.              | 1   |
| 10 | 2001. május 25.    | Pride Park, Derby                  | Mexikó        | 4–0      | Barátságos mérk.              | 1   |
| 11 | 2001. október 6.   | Old Trafford, Manchester           | Görögország   | 2–2      | 2002-es vb selejtező          | 1   |

## Sikerei, díjai
- FA Premier League (3-szor) – 1998–99, 1999–00, 2000–01
- FA Premier League ezüstérmes (1-szer) – 1997–98
- FA Kupa (1-szer) – 1999
- FA Kupa ezüstérmes (1-szer) – 2005–06
- UEFA Bajnokok Ligája (1-szer) – 1998–99
- Interkontinentális Kupa (1-szer) – 1999
- Football League Second Division (1-szer) – 1987–88
- Football League Championship Play-Off (1-szer) – 2004–05
- Angol Ligakupa ezüstérmes (1-szer) – 1991–92
- Svéd Másodosztály Északi bajnokság (1-szer) – 1984–85

## Külső hivatkozások
- Teddy Sheringham pályafutásának statisztikái a Soccerbase oldalon (angolul)